# Dyrekcja Państwowego Monopolu Spirytusowego
Dyrekcja Państwowego Monopolu Spirytusowego – przedsiębiorstwo o charakterze samodzielnej, odrębnej jednostki gospodarczej, wykonujące przywilej monopolu Skarbu Państwa wynikający z ustawy z 1924 r. o monopolu spirytusowym.

## Powołanie Dyrekcji
Na podstawie rozporządzenia Ministra Skarbu z dnia 22 stycznia 1925 r. o organizacji Dyrekcji Państwowego Monopolu Spirytusowego ustanowiono Dyrekcję. Powołanie dyrekcji pozostawało w ścisłym związku z ustawą z 1924 r. o monopolu spirytusowym w której ustanowiono, że monopol państwowy przejmuje wszelkie ruchomości i nieruchomości i inne urządzenia służące do pomieszczenia i przewozu spirytusu oraz majątek Państwa w spółce „Cysterny”.
Nadzór nad działalnością Dyrekcji sprawował Minister Skarbu. Siedzibą Dyrekcji była Warszawa.

## Uprawnienia Dyrekcji
Dyrekcja Państwowego Monopolu Spirytusowego wykonywała przywilej (monopol) Skarbu Państwa, określony w ustawie z 1924 r. o monopolu spirytusowym, jako przedsiębiorstwo o charakterze samodzielnej, a przy tym odrębnej jednostki gospodarczej.
Dyrekcja Państwowego Monopolu Spirytusowego:
- zwracała się do władz i urzędów pośrednio lub bezpośrednio o udzielenie wyjaśnień i informacji wszelkiego rodzaju w zakresie gospodarki spirytusowej,
- współdziałała z władzami skarbowymi w zakresie kontroli przemytu spirytusu i obrotu spirytusem,
- wydawała  bezpośrednio lub pośrednio polecenia do władz skarbowych I i II instancji oraz do kas skarbowych w sprawach dotyczących obrotu spirytusem i jego przetworami, jak też w sprawach regulowania należności i zobowiązań Dyrekcji.

Poza tym Dyrekcja prowadziła za zgodą Ministra Skarbu także inne rodzaje przemysłu i handlu, związane z wykonywaniem monopolu spirytusowego.

## Obowiązki Dyrektora
Do dyrektora Państwowego Monopolu Spirytusowego należało:
- kierownictwo Państwowym Monopolem Spirytusowym i zarządzanie całym jego majątkiem,
- zatrudnianie i mianowanie funkcjonariuszów do IX stopnia włącznie, oraz przyjmowanie i zwalnianie pracowników kontraktowych do VII stopnia włącznie,
- przedstawianie Ministrowi Skarbu wniosków mianowania funkcjonariuszów od VIII do V stopnia służbowego włącznie oraz przyjmowania i zwalniania pracowników kontraktowych V i VI stopnia służbowego,
- wykonanie planu finansowego i operacyjnego,
- wydawanie instrukcji o wewnętrznej organizacji zakładów podległych Dyrekcji,
- zorganizowanie i wykonywanie kontroli nad tokiem czynności organów Państwowego Monopolu Spirytusowego,
- przygotowanie wniosków dla Państwowej Rady Spirytusowej,
- sporządzanie z końcem roku sprawozdania z czynności Dyrekcji i przedkładanie go Ministrowi Skarbu.

## Ustalanie czystego zysku
Czysty zysk ustalano po potrąceniu:
- opłaty skarbowej wraz z dodatkiem do niej, pobieranej przez Skarb Państwa w myśl ustawy o monopolu spirytusowym;
- przeznaczanie dodatku dla związków komunalnych;
- kosztów zakupu, przewozu, składowania, oczyszczania, skażania i przerobu surowców i materiałów pomocniczych;
- kosztów opakowania, składowania, przewozu i sprzedaży wyrobów gotowych i półgotowych;
- odsetek i spłat amortyzacyjnych od zaciągniętych i przez Dyrekcję zużytych pożyczek;
- odpisów na fundusz renowacyjny i ubezpieczeniowy;
- wszelkich innych kosztów fabrykacyjnych, administracyjnych i handlowych.

## Przeznaczenie czystego zysku
Czysty zysk służył w pierwszym rzędzie na pokrycie strat z poprzednich okresów gospodarczych. Pozostałość dzieliła się następująco:
- 1% przeznaczano na walkę z alkoholizmem, na szpitale i schroniska dla alkoholików w myśl ustawy o monopolu spirytusowym,
- określoną sumę (nie więcej niż 10%) przeznaczał Minister Skarbu na remunerację (rekompensata) dla urzędników i funkcjonariuszów monopolu spirytusowego i współdziałających organów skarbowych,
- określoną sumę na kapitał obrotowy i inwestycyjny,
- pozostałą  sumę przelewano do Centralnej Kasy Państwowej, jako zysk z monopolu spirytusowego.